# Abdullah al-Ghalib
Abdullah al-Ghalib (arab. أبو محمد عبد الله الغالب بن محمد = Abu Muhammad Abd Allah al-Ghalib ibn Muhammad, ur. 1517, zm. 1574) – sułtan Maroka z dynastii Sadytów, syn sułtana Muhammada asz-Szajcha. 

## Życiorys
Abdullah al-Ghalib wstąpił na tron w 1557 roku jako następca swojego ojca Muhammada asz-Szajcha. Początkowo musiał stawić czoła innym pretendentom do godności sułtana, jednak ostatecznie udało mu się wzmocnić władzę Sadytów w Maroku pod swoim przywództwem. 
Dzięki sojuszowi z Hiszpanią Abdullah al-Ghalib zdołał powstrzymać ekspansję Osmanów. Rozwinął ponadto handel morski z Anglią, dzięki czemu oparł się zagrożeniu przejęcia wybrzeży przez flotę portugalską. Polityka ta doprowadziła ostatecznie w 1569 roku do zrzeczenia się przez Portugalię wszystkich posiadłości poza Tangerem na marokańskim wybrzeżu Atlantyku. 
Ponieważ sojusz z chrześcijańską Hiszpanią i związana z nim odmowa wsparcia dla andaluzyjskich Morysków budziły sprzeciw społeczeństwa i przywódców duchowych, sułtan Abdullah al-Ghalib dążył do zaskarbienia sobie przychylności kręgów religijnych poprzez ostentacyjną pobożność i budowę licznych medres i meczetów (zwłaszcza w Marrakeszu i Fezie). 
Po jego śmierci na tron wstąpił jego syn Abu Abdullah Muhammad II.